# La conjura de El Escorial
Pour plus de détails, voir Fiche technique et Distribution.
La conjura de El Escorial est un film espagnol réalisé par Antonio del Real, sorti en 2008.

## Synopsis
Le 31 mars 1578, des assassins tuent le secrétaire du trésor Juan de Escobedo dans le palais de l'Escurial. L'enquête remonte à des proches du roi Philippe II à la cour.

## Fiche technique
- Titre : La conjura de El Escorial
- Réalisation : Antonio del Real
- Scénario : Manuel Mir, Juan Antonio Porto, Marta Rivera de la Cruz et Antonio del Real
- Musique : Alejandro Vivas
- Photographie : Carlos Suárez
- Montage : Teresa Font
- Production : Antonio del Real
- Société de production : Mascara Films et Settima Luna
- Pays :  Espagne
- Genre : Aventure, drame et historique
- Durée : 128 minutes
- Dates de sortie : 
  -  Espagne : 5 septembre 2008

## Distribution
- Jason Isaacs : Antonio Pérez
- Julia Ormond : Ana de Mendoza de la Cerda, princesse d'Eboli
- Jürgen Prochnow : Espinosa
- Jordi Mollà : Mateo Vázquez
- Joaquim de Almeida : Juan de Escobedo
- Juanjo Puigcorbé : le roi Philippe II
- Blanca Jara : Damiana
- Fabio Testi : Ferdinand Alvare de Tolède, duc d'Alba
- Rosana Pastor : Doña Juana de Coello
- Pablo Puyol : Insausti
- Concha Cuetos : Bernardina
- Tony Peck : Tiépolo
- Pilar Bastardés : la reine Anne
- Pepe Martín : Don Antonio Pazos
- Manuel de Blas : frère Diego de Chaves
- Jorge Bosso : père Morgado
- William Miller : Rodrigo Manuel de Villena

## Distinctions
Le film a été nommé pour cinq prix Goya.